# Taylor Wane
Taylor Wane (27 d'agost de 1968, Gateshead, Anglaterra) és el nom d'escenari de Joanna Taylor, Wane és una actriu i directora pornogràfica anglesa. Taylor de jove volia ser model, i amb el suport de la seva mare, va participar en un concurs de modelatge, Taylor va guanyar, i això la va inspirar per emprendre una carrera com a model. Taylor dirigeix actualment la seva pròpia productora, Taylor Wane Entertainment. Taylor Wane és coneguda en el món del cinema pornogràfic per la mida de les seves mamelles i per la seva sexualitat.
Taylor Wane va arribar a ser model, i va començar a aparèixer en revistes eròtiques l'any 1989. Taylor va esdevenir noia Penthouse del mes de juny de l'any 1994, i va aparèixer en la versió britànica de la revista. Durant cinc anys, Taylor va col·laborar amb la revista Swank. Wane ha escrit per a les revistes Lips, Erotic Film Guide, i Busty Beauties, publicació especialitzada en models amb les mamelles grans. Taylor ha escrit articles, i ha estat entrevistada, aquestes entrevistes després s'han publicat en els diaris anglesos The Independent, The Daily Sport, Best, The Sun, Daily Star i News of the World.

## Televisió
A més de treballar en pel·lícules eròtiques, Wane ha aparegut en diverses sèries de la televisió, algunes d'aquestes sèries són programes de notícies o bé programes d'entrevistes. Aquestes aparicions a la televisió han estat en els següents programes; 60 Minuts, El show de Jerry Springer, 48 Hores, i Jenny Jones, a més de fer la promoció del programa dels premis MTV amb Samuel L. Jackson. Taylor Wane va aconseguir el que molt poques actrius de la indústria del porno aconsegueixen, formar part de l'equip d'un programa de televisió anomenat Cyber-Kidz que va ser retransmès al voltant del món. Com si aparèixer en els crèdits d'un show de televisió no fos prou difícil per a una estrella del porno retirada, cal recordar que Cyber-Kidz és un programa per a nens.

## Vídeos musicals
Wane ha aparegut també en videos musicals amb artistes com ara el grup Danzig, i amb Gene Simmons. Addicionalment, ha aparegut en la portada d'un àlbum del grup The Nobodys, l'àlbum també conté una cançó anomenada Perfect, que la banda va escriure sobre Taylor Wane, a més de participar en el videoclip de la cançó. L'any 2003 Taylor va aparèixer com a ballarina en la gira de Kid Rock "American Bad Ass". Taylor també ha participat en programes de ràdio com a presentadora del programa The British Are Cumming a l'emissora KSEX Radio des de l'any 2005, en l'emissora esportiva 1400wwge.com, en programes amb Howard Stern i Howard Brown, en l'emissora de ràdio de Playboy, i en altres mitjans.